# 훙차오루역
훙차오루역(虹桥路站, Hongqiao Road Station)은 중화인민공화국 상하이 창닝 구에 카이솬루(凯旋路)와 훙차오루( 虹桥路)에 있는 지하철 역으로 3호선, 4호선 및 10호선의 환승역이다.

## 역구조
3호선과 4호선이 공유하는 고가 측식 지하철역으로 3,4호선이 환승이 가능하게 연결되어 있다.

## 버스 환승
26, 72, 138, 141, 149, 506, 754, 806, 827, 836, 855, 857

## 출구
- 1번출구 : 카이솬루 동쪽, 신화루 남쪽
- 2번출구 : 카이솬루 동쪽, 훙차오루 북쪽
- 3번출구 : 카이솬루 서쪽, 신화루 남쪽

## 역사
- 2000년 12월 26일 3호선 개통
- 2005년 12월 31일 4호선 개통